# HAL HF-24 Marut
HAL HF-24 «Марут» (санскр. मरुत् — «Дух бури», Hindustan Aeronautics HF-24 Marut) — истребитель-бомбардировщик, первый индийский боевой самолёт собственного производства. Генеральный конструктор — Курт Танк. Самолёт совершил первый полёт 17 июня 1961 года; состоял на вооружении ВВС Индии до 1985 года. Всего построено 147 летательных аппаратов.
Хотя Marut задумывался как сверхзвуковой боевой самолёт, ему никогда не удавалось превысить скорость 1 Маха. Это ограничение было в основном связано с используемыми двигателями, многочисленные попытки разработать улучшенные двигатели или найти альтернативные силовые установки оказались безрезультатными. Стоимость Marut и отсутствие некоторых боевых возможностей по сравнению с современными самолётами часто подвергались критике.
Первоначально он задумывался как мощный самолет-перехватчик, но в основном использовался для наземных атак. В этой роли Марут участвовал в боях во время Индо-Пакистанской войны 1971 года, в частности, участвуя в битве при Лонгевале. К 1982 году Marut все больше устаревал и постепенно выводился из эксплуатации к концу 1980-х годов.

## Разработка и производство
В 1950-е годы компания Hindustan Aircraft Limited (HAL) разработала и произвела несколько типов учебно-тренировочных самолётов, таких как HAL HT-2. Однако некоторые инженеры внутри фирмы стремились освоить новую на тот момент сферу сверхзвуковых истребителей. Примерно в то же время индийское правительство находилось в процессе формулирования новых требований для боевого самолёта, способного развивать скорость 2 Маха, для переоснащения ВВС Индии. Однако, поскольку у HAL не было необходимого опыта как в разработке, так и в производстве боевых истребителей, было ясно, что внешнее руководство проектом будет обязательно. Данную задачу должен был взять на себя известный немецкий авиаконструктор Курт Танк.
В 1956 году HAL официально начала проектирование сверхзвукового истребителя. Правительство Индии во главе с Джавахарлалом Неру санкционировало разработку самолёта, заявив, что это поможет развитию современной авиационной промышленности в Индии. На первом этапе проекта был разработан планер, способный летать на сверхзвуковых скоростях и эффективно выполнять боевые задачи в качестве истребителя, а на втором этапе был разработан и произведен внутри страны двигатель, способный обеспечивать достижение указанных параметров. Вначале было явное стремление удовлетворить требования ВВС к боеспособному истребителю-бомбардировщику, в частности, такие параметры, как двухмоторная конфигурация и скорость от 1,4 до 1,5 Маха, были особо подчеркнуты.
В ходе разработки компания HAL спроектировала и построила полномасштабный двухместный деревянный планер, который служил летающим демонстратором. Этот самолёт, получивший обозначение HAL X-241, повторял серийный самолёт по размерам, конфигурации органов управления и аэродинамическим профилям. Колесные тормоза, пневматические тормоза, закрылки и убирающееся шасси приводились в действие с помощью сжатого газа, при этом на борту имелось достаточное количество газа для многократного срабатывания за полет.3 апреля 1959 года X-241 совершил первый полет, будучи запущенным на буксире за самолётом Douglas Dakota Mk.IV. Всего было выполнено 86 полетов, прежде чем X-241 получил значительные повреждения, после того, как носовая часть шасси не выдвинулась при посадке.
24 июня 1961 года первый прототип Marut совершил свой первый полет. Он был оснащен теми же турбореактивными двигателями Bristol Siddeley Orpheus 703, которые использовались на британском истребителе Folland Gnat, также производившемся в то время компанией HAL по лицензии. 1 апреля 1967 года первый серийный Marut был доставлен в строевые полки ВВС Индии. Первоначально предполагалось, что это всего лишь временная мера во время испытаний, но HAL решила оснастить серийные «Маруты» парой не доведенных Bristol Siddeley Orpheus 703, а это означало, что самолёт не мог достичь сверхзвуковой скорости. Хотя первоначально Marut был задуман для работы со скоростью около 2 Маха, на самом деле он едва мог достичь скорости 1 Маха из-за отсутствия достаточно мощных двигателей.
ВВС не хотели закупать истребители, лишь незначительно превосходящие их существующий парк самолётов Hawker Hunters британской постройки, однако в 1961 году правительство Индии решило закупить 16 предсерийных и 60 серийных HF-24. Из запланированных 214 самолётов было построено всего 147 самолётов, в том числе 18 двухместных учебно-тренировочных.
«Марут» описывался как «по сути, одна затяжная неисправность», а недостатки самолёта считались обусловленными множеством факторов. Среди них были трудности с поиском подходящего двигателя, что было главным образом политическим вопросом, хотя с Великобританией и компанией Bristol Siddeley были успешно достигнуты договоренности о том, чтобы HAL производила двигатель Bristol Siddeley Orpheus 703 внутри страны, это подходило только в качестве временной меры, поскольку у него не хватало мощности, позволяющей «Маруту» достичь сверхзвуковой скорости. Правительство Индии отклонило предложение Rolls-Royce о финансировании дальнейшей разработки Orpheus, которая была специально направлена на производство более подходящего двигателя для HF-24. Другие предполагаемые альтернативные двигатели, которые могли быть получены из Советского Союза, Египта или различных европейских стран, не привели к чему-либо существенному. Научно-исследовательский институт газовых турбин (филиал Организации оборонных исследований и разработок) также реализовал собственную программу разработки по улучшению «Орфея» без внешней помощи, которая перешла к этапу испытаний с некоторыми положительными результатами, но оказалась несовместимой с «Марутом». Поскольку особенности конкретного планера обычно сильно зависят от используемого двигателя, невозможность улучшить силовую установку HF-24 ухудшила его первоначальные характеристики. Несмотря на эксперименты с различными двигателями, «Марут» так и не смог достичь сверхзвуковой скорости, что считалось серьёзной неудачей.
На реализацию проекта негативно повлияло отсутствие руководства и управления со стороны Министерства обороны Индии. Крис Смит, исследователь из Университета Оксфорда утверждает, что отсутствие координации между военными, политиками и промышленностью было типичным на протяжении всей программы, в результате чего многие вопросы оставались на усмотрение промышленности без каких-либо указаний. В частности, правительство никогда не санкционировало создание группы разработчиков двигателей, а также не проводилось оценок возможностей HAL по обратному проектированию или применению технологий из других проектов, таких как работа, выполненная для истребителя Folland Gnat. Утверждается, что HAL изо всех сил пыталась убедить ВВС и Минобороны в том, что конструкция HF-24 приемлема. В то же время игнорировались вопросы связанные с неприемлемо высоким уровнем лобового сопротивления планера, а также неудовлетворительной скоростью и маневренностью самолёта, которые на момент появления самолёта были ниже требований ВВС.

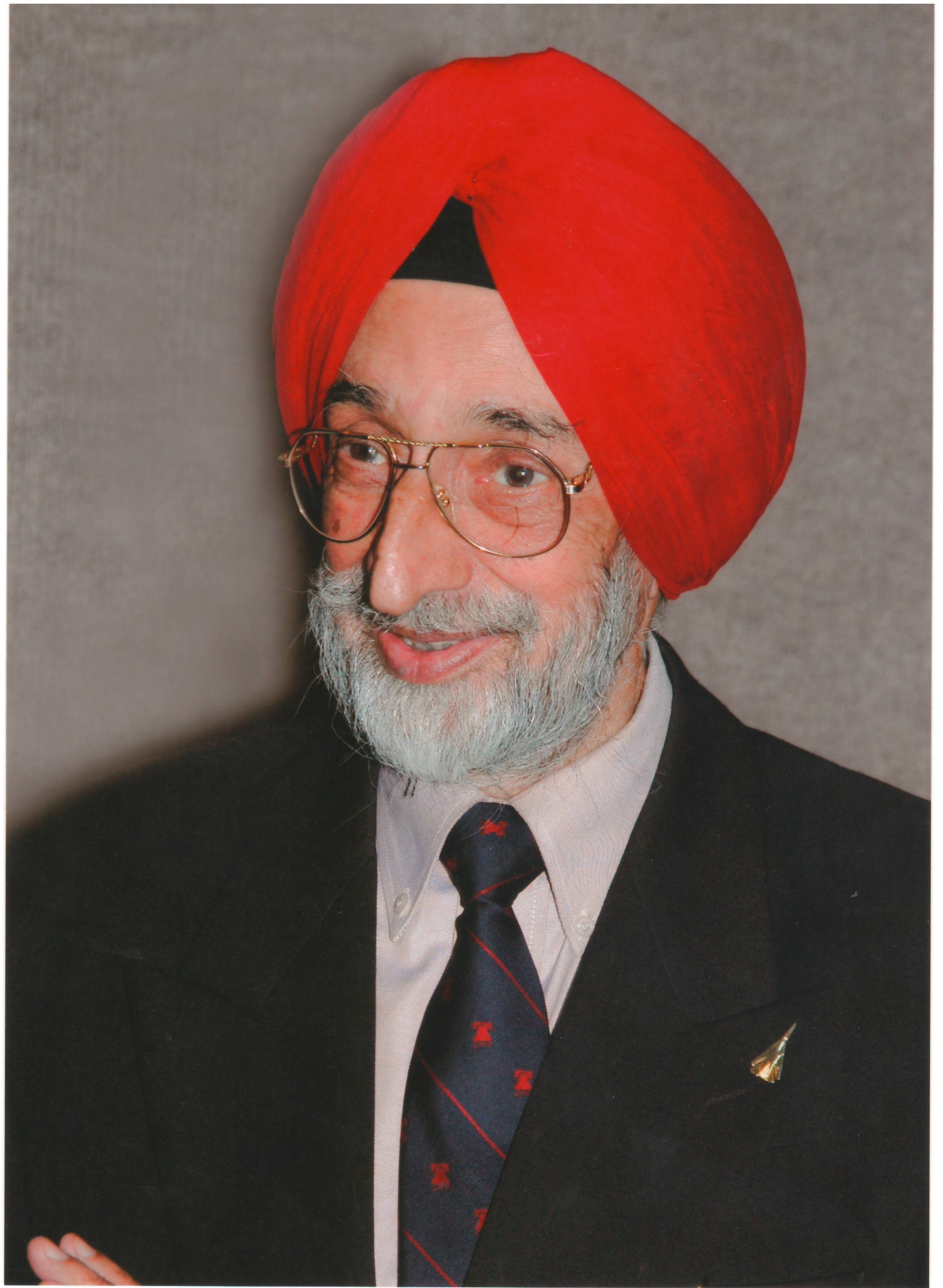
Коммодор ВВС Индии Джасджит Сингх, выступавший за продление срока службы HF-24 в ВВС

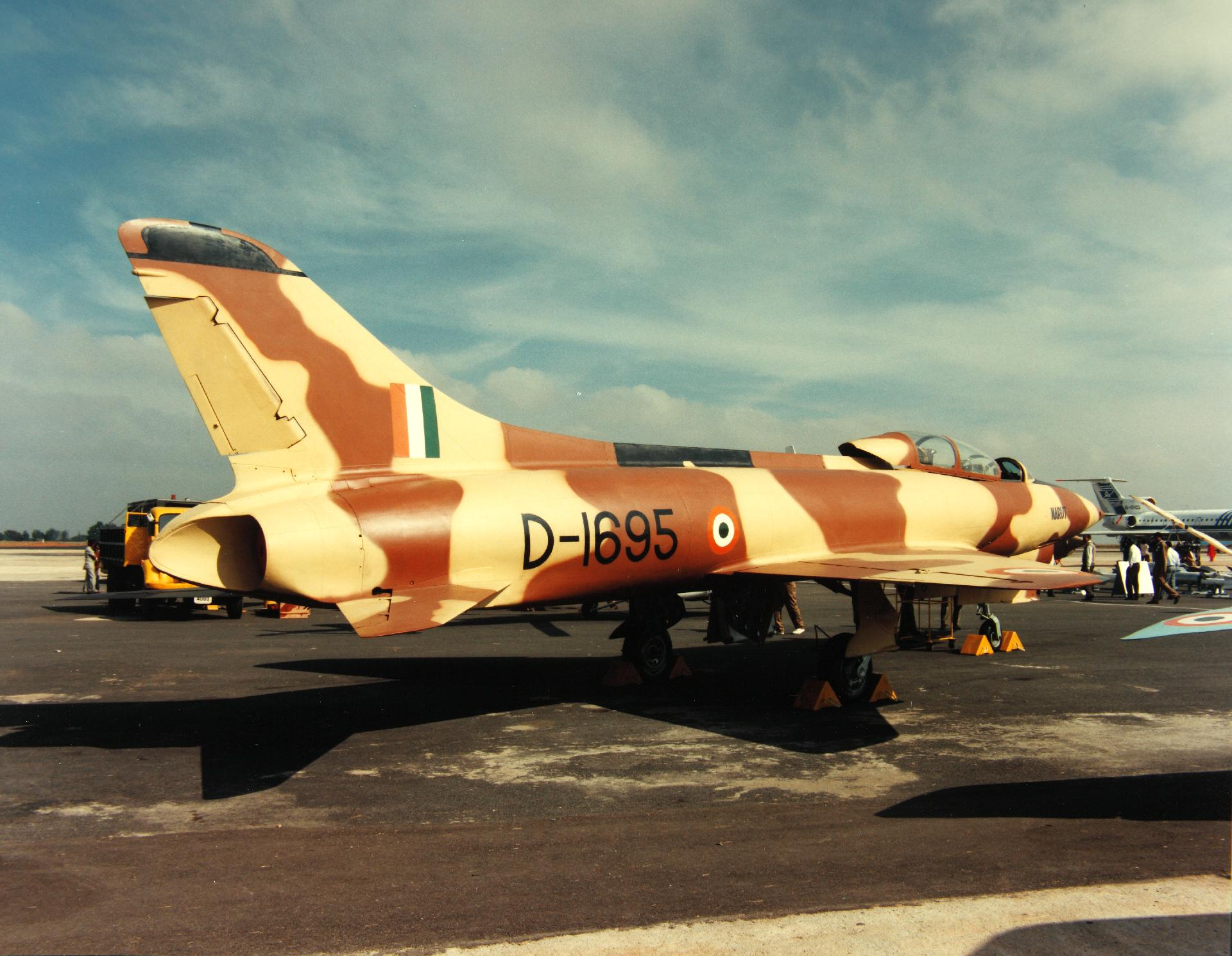
HAL HF-24 Marut в экспозиции авиационного музея Сан-Диего

## Служба и боевое применение
HF-24 в основном использовался в бою в качестве штурмовика, где его опции безопасности, такие как ручное управление при выходе из строя гидравлических систем, а также сдвоенные двигатели, повышали живучесть. По словам индийского историка авиации Пушпиндара Сингха, «Марут» имел отличные летные характеристики на малых высотах, но его маневренность ухудшалась из-за недостаточной мощности двигателя. Проблемы с обслуживанием также привели к проблемам в эксплуатации этого типа.
Учитывая ограниченное количество подразделений предназначенных для HF-24 , большинство эскадрилий с «Марутами» на протяжении всего своего существования были расширенными по составу. По словам Брайана де Магрея, при пиковой численности 10-й эскадрильи (Daggers «Кинжалы») в её распоряжении было HF-24, хотя в эскадрилье, вероятно, не было более 16 единиц. Эскадрильи HF-24 участвовали в войне 1971 года, и ни один из самолётов не погиб в воздушном бою, хотя три были потеряны в результате наземного огня, а один был уничтожен на земле. Трое пилотов «Марутов» были удостоены награды Вир Чакра за храбрость.
HF-24 постоянно оказывались под сильным и сосредоточенным огнем с земли во время своих атак на малых высотах. По крайней мере, трижды самолёты возвращались на свой аэродром после отказа двигателей из-за огня ПВО. Известен случай когда «Марут» вернулся на свою базу без сопровождения на одном двигателе, находясь примерно в 150 милях (240 км) внутри враждебной территории. В другом случае пилот, пролетая на своем HF-24 сквозь обломки, взлетевшие в воздух, когда он обстреливал колонну, почувствовал сильный удар по задней части фюзеляжа самолёта, сразу же загорелись сигнальные огни повреждения двигателя, и один из двигателей заглох. «Марут» достиг своего аэродрома без повреждений. Ещё одним фактором безопасности был автоматический переход к ручному управлению в случае отказа гидравлической системы управления полетом, и было несколько случаев, когда самолёты возвращались из боевого вылета на ручном управлении гидравликой. «Марут» показал хорошую живучесть в воздушном пространстве противника.
Во время индо-пакистанской войны 1971 года несколько самолётов HF-24 и Hawker Hunter использовались для оказания непосредственной поддержки индийскому пограничному посту в решающей битве при Лонгевале утром 5 декабря 1971 года. В результате воздушной атаки было уничтожено большое количество танков, развернутых пакистанскими сухопутными войсками. За две недели войны «Маруты» совершили более 300 боевых вылетов.
Согласно индийским источникам, было зарегистрировано одно воздушное сбитие, совершенное HF-24. 7 декабря 1971 года командир эскадрильи К. К. Бакши из 220-й эскадрильи сбил самолёт ВВС Пакистана F-86 Sabre (как сообщается, пилотировал летный офицер Хамид Ходжа из 15-й эскадрильи ВВС Пакистана), однако, согласно пакистанским сообщениям, у самолёта F-86F Sabre (серийный номер 4030) загорелся двигатель во время погони за индийским Hawker Hunter над Хушалгархом.
К 1982 году ВВС начали поэтапно выводить из эксплуатации HF-24 на том основании, что этот самолёт «больше не обладает эксплуатационной жизнеспособностью». Сторонники самолёта, такие как коммодор авиации Джасджит Сингх, отмечали, что этот самолёт хорошо показал себя в боях 1971 года и имел высокие показатели безопасности по сравнению с другими самолётами ВВС, такими как Gnat. На момент обсуждения вывода из эксплуатации Marut, налет некоторых самолётов составлял менее 100 часов.

## Модификации и варианты
HAL X-241 — полномасштабный планер, копирующий серийный самолёт, с идентичными размерами, схемой управления и аэродинамическими секциями.
Marut Mk.1 — одноместный истребитель-бомбардировщик базовой модификации.
Marut Mk.1A — третий предсерийный самолёт оснащенный форсажным двигателем Bristol Siddeley Orpheus 703 с наддувом в 18 % и тягой 5720 фунтов силы (25,44 кН).
Marut Mk.1 BX — единственный построенный вариант Mk.1, оснащенный турбореактивным двигателем Brandner E-300 египетского производства.
Marut Mk.1T — двухместная учебная версия.
Marut Mk.2 — проектировавшаяся модель самолёта с двигателями Rolls-Royce Turbomeca Adour.

## Тактико-технические характеристики

### Технические характеристики
- Экипаж: 1 человек
- Длина: 15,87 м
- Размах крыла: 9,00 м
- Высота: 3,60 м
- Площадь крыла: 28 м²
- Масса пустого: 6195 кг
- Масса максимальная взлётная: 10 908 кг
- Двигатель: Бристоль-Сиддли «Орфей» Mk.703 (2 × 21,6 кН)

### Лётные характеристики
- Максимальная скорость: 1128 км/ч
- Дальность полёта: 800 км
- Практический потолок: 13 750 м

### Вооружение
- Пушки: 4 × 30-мм ADEN
- Неуправляемые авиационные ракеты: 48 × 67-мм